# Effetto posizione
Con il termine effetto posizione (position-effect), in genetica, viene definito un cambiamento nell'espressione fenotipica di uno o più geni a causa di un cambiamento di posizione degli stessi nel genoma, il quale si può verificare a seguito di fenomeni di traslocazione od inversione .

## Definizione
La regolazione genica da effetto di posizione, si basa sullo spazio fisico occupato dagli alleli di un gene all'interno del nucleo cellulare (posizione), tali alleli possono essere trascritti o non trascritti, rispettivamente possono influire o non influire sui caratteri di un organismo (effetto) a seconda che si trovino in una zona del nucleo ad attiva trascrizione (eucromatica) o meno (eterocromatica). Generalmente, all'interno del nucleo cellulare, le zone ad attiva trascrizione sono localizzate in posizione centrale, mentre le zone trascrizionalmente inattive si ritrovano nella parte marginale o più esterna del nucleo.
Nei casi di alterazioni della normale posizione intranucleare di un gene, un allele normalmente non trascritto, quindi non espresso, potrebbe essere spostato da una posizione periferica ad una posizione centrale, quindi trascrizionalmente attiva, l'allele qui verrebbe espresso, (e viceversa). La neoespressione o la non espressione di un prodotto genico che in quella cellula dovrebbe essere assente o presente, porterà ad una perturbazione i cui effetti saranno di diversa entità a seconda, sia di quanto la regione risulta trascrizionalmente attiva, effetto dose, sia del tipo di prodotto codificato dall'allele.

## Esempi
La sindrome DiGeorge; secondo quanto dimostrato da D'Antoni nel 2004 tale sindrome sarebbe associata all'effetto posizione.
L'occhio bianco in Drosophila melanogaster deriva da un'inversione la quale sposta il gene da una regione eucromatica ad una eterocromatica.